# Johan Wohlert (musiker)
Johan Wohlert, född Johan Haslund Wohlert, 10 mars 1976, är basist i den danska musikgruppen Mew.
Han lämnade bandet den 11 april 2006.
2014, under festivalen Northside, avslöjade Mew under deras konsert att Johan åter är en del av bandet.